# Pompoï
Pompoï ist sowohl eine Gemeinde (französisch commune rurale) als auch ein dasselbe Gebiet umfassendes Departement im westafrikanischen Staat Burkina Faso, in der Region Boucle du Mouhoun und der Provinz Balé. Die Gemeinde hat in neun Dörfern 11.060 Einwohner.
Am 29. Februar 2008 wurde in Pompoï eine neue Moschee eingeweiht, die von der Agence musulmane d’Afrique (AMA) errichtet wurde und etwa 5 Millionen CFA-Francs (ungefähr 7500 €) kostete.